# Trzcinnik owłosiony
Trzcinnik owłosiony (Calamagrostis villosa) – gatunek rośliny z rodziny wiechlinowatych (Poaceae). Występuje w Europie od Francji na zachodzie po Ukrainę na wschodzie. W Polsce rośnie w południowej części kraju, zwłaszcza w górach i na wyżynach.

## Morfologia

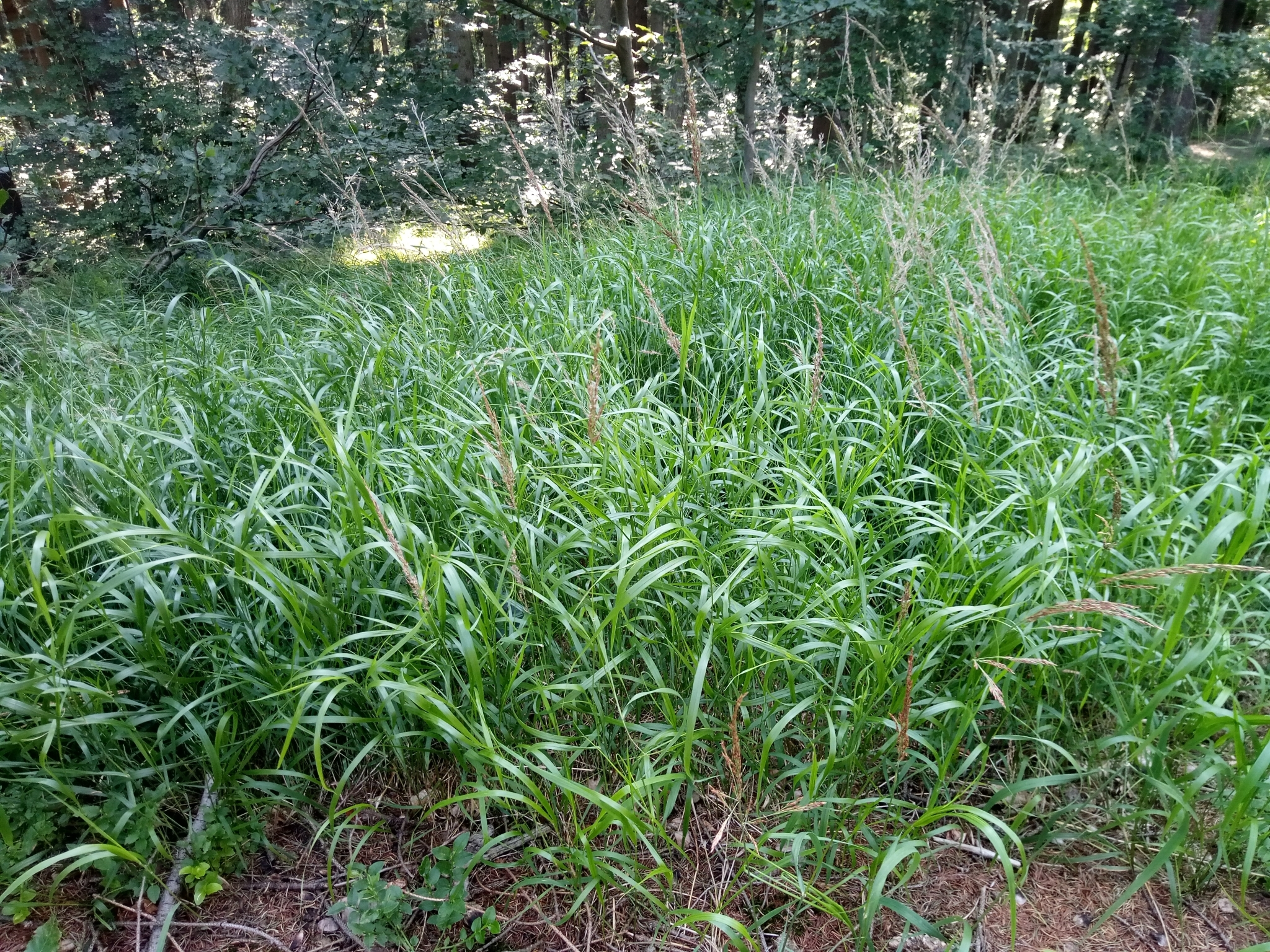
Pokrój

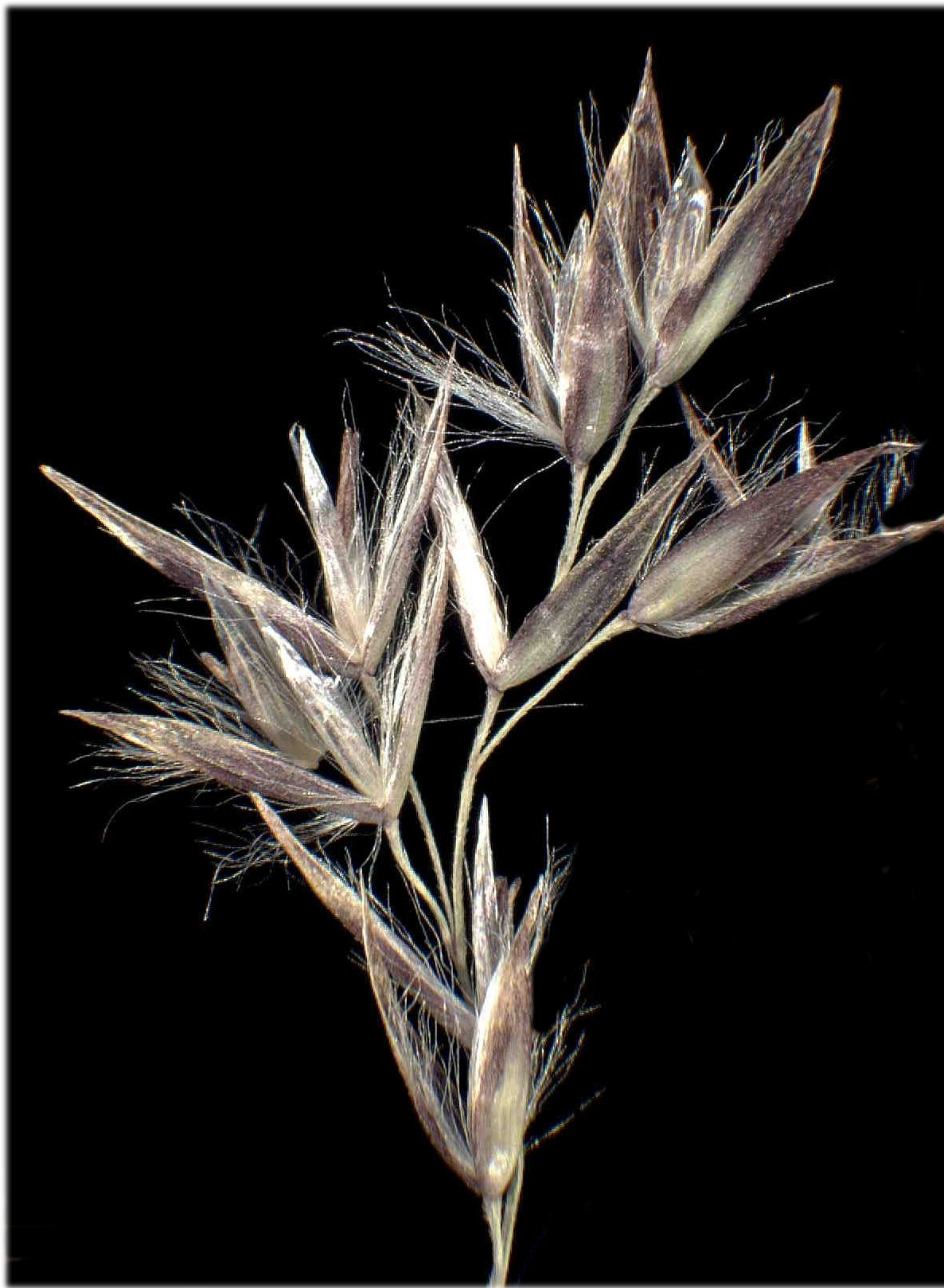
Kwiaty

PokrójRoślina luźnokępkowa o podziemnych rozłogach.
ŁodygaNierozgałęzione źdźbło o wysokości 0,5-1 m, przeważnie łukowato wznoszące się.
LiścieSzerokie, wiotkie, wyrastające z przeważnie owłosionej pochwy.
KwiatyZebrane w wiechę  o cienkich gałązkach. Kłoski jednokwiatowe o owłosionej ości. Plewy są zaostrzone, bez wyraźnej linii grzbietowej. Szerokoeliptyczna dolna plewka jest 5-nerwowa,delikatna, przejrzysta i przeważnie krótsza od włosków wyrastających u jej nasady. Ość plewki przeważnie wystaje ponad zęby dolnej plewki.
Gatunki podobneTrzcinnik lancetowaty.

## Biologia i ekologia
- Rozwój: Bylina, hemikryptofit. Kwitnie od sierpnia do września. Kwiaty są wiatropylne.
- Siedlisko:  Występuje w wilgotnych zaroślach i lasach. Badania fitosocjologiczne wykazują, że w połowie XX wieku gatunek ten nie występował na bieszczadzkich połoninach, po zaprzestaniu ich wypasu zaczyna się tutaj pojawiać, wypierając borówczyska zarastające połoniny[5]
- Fitosocjologia: W klasyfikacji zbiorowisk roślinnych gatunek charakterystyczny dla związku (All.) Calamagrostion, Ass. Calamagrostietum villosae, Ass. Crepido-Calamagrostietietum villosae,  Ass. Calamagrostio villosae-Pinetum, Ass. Calamogrostio villosae-Piceetum[6].
- Genetyka: Liczba chromosomów 2n = 28 i 56. W 2003 naukowcy z Instytutu Botaniki PAN w Krakowie przeprowadzili badania genetyczne, cytologiczne i morfologiczne górskich gatunków trzcinnika i opisali ich mieszańce[7].

## Zmienność
Tworzy mieszańce  z trzcinnikiem leśnym i  lancetowatym.